# Editorial Salvat
La Editorial Salvat es una empresa editorial española creada a finales del siglo XIX en Barcelona. En el siglo XX fue ampliamente conocida por sus enciclopedias. En la actualidad pertenece al grupo francés Hachette-Matra.

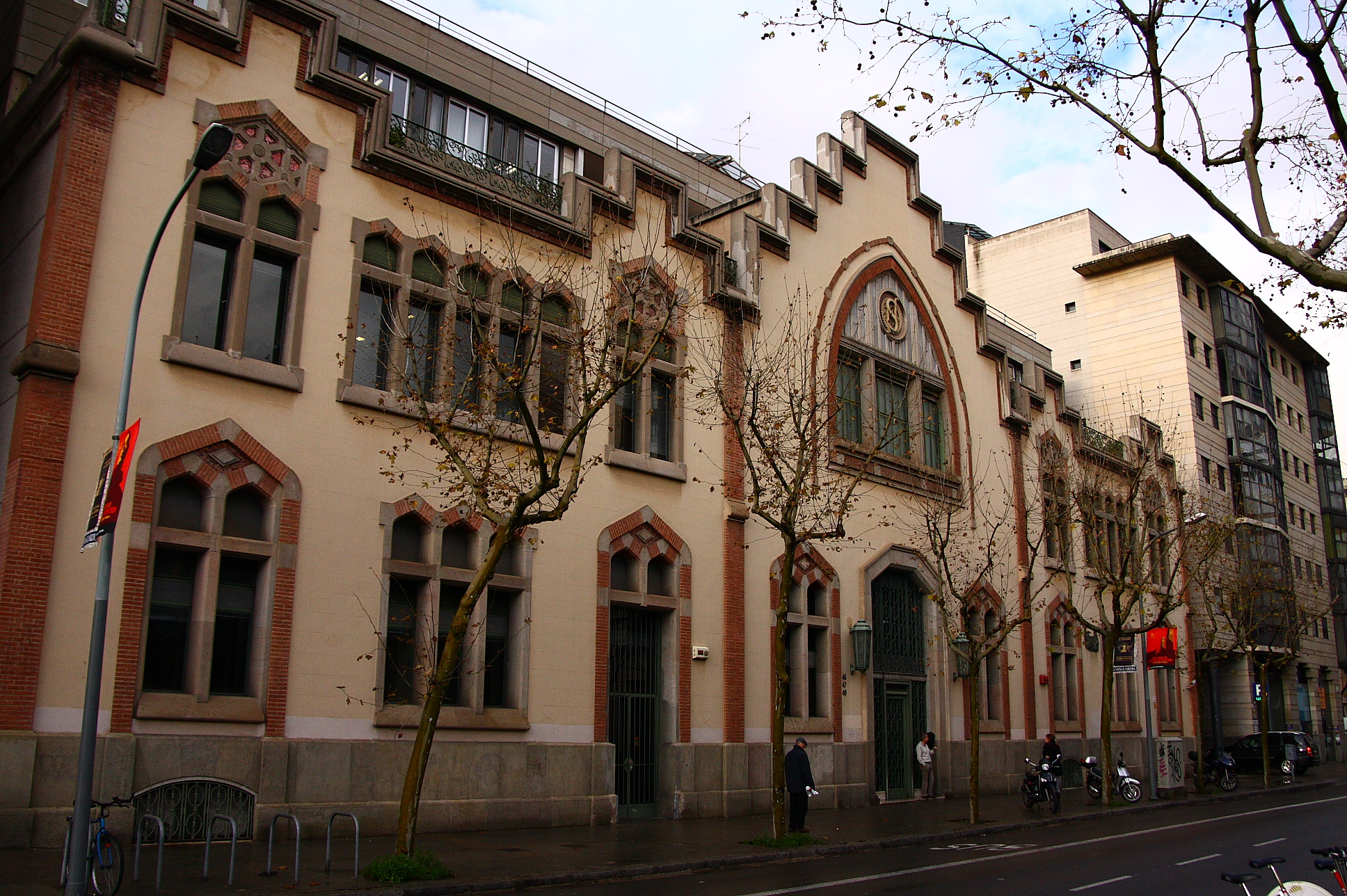
Edificio modernista de la sede de la editorial Salvat, en Barcelona.

## Historia
La empresa Espasa Hermanos y Salvat, precursora de las editoriales Espasa y Salvat, fue creada en 1869 por Manuel Salvat y Xivixell (1842-1901) y los hermanos Pau (1835-1927) y José Espasa Anguera (1840-1911). Manuel Salvat se casó en 1872 con Magdalena Espasa, hermana de sus socios.

Salvat y Cía. S. en C.

La pareja fue a vivir a la misma casa donde estaba la imprenta, en la calle Robador. Pablo Espasa se retiró de la empresa en 1877 y en 1881 Josep Espasa llegó a un acuerdo con su cuñado Manuel Salvat para constituir Espasa y Compañía. En 1897 Salvat dejó la empresa y en 1898 creó Salvat e Hijo, en la que participaba su hijo, el arquitecto Pau Salvat i Espasa. Al morir, Manuel Salvat fue sucedido como director por su hijo Pau, que dio un importante impulso a la empresa. En su faceta de arquitecto diseñó en 1916 el edificio modernista de su editorial, ubicado en la calle de Mallorca, 39. En sus orígenes, la editorial Salvat publicó obras como Hojas selectas, en la que colaboraron escritores de España y América durante veinte años. Entre 1906 y 1914 se publicaron los nueve volúmenes del Diccionario Salvat Enciclopédico Popular Ilustrado y los doce volúmenes del Diccionario enciclopédico Salvat, así como el Diccionari de la Llengua Catalana (Diccionario de la Lengua Catalana) (1910) y la Historia del Arte (1914). La empresa creó una distribuidora conjuntamente con Gustavo Gili en Buenos Aires, donde abrió la primera sucursal americana.
Pau Salvat murió prematuramente en 1923, siendo sucedido por sus hermanos Ferran y Santiago Salvat Espasa (Barcelona, 1891-1971). Ese año la empresa cambió la razón social a Salvat Editores, S.A. Ferran y Santiago modernizaron la empresa en las décadas de 1920 y 1930 y la convirtieron en una de las líderes del sector en España, incorporando avances en maquinaria y en distribución. En esta época publicó Cirugía, Tratado Teórico-práctico de Patología y Clínica quirúrgicas (1925), la Historia del Mundo (1926) de Josep Pijoan, la Enciclopedia Agrícola Wery (1928) y el Atlas Geográfico Salvat (1928). En 1932 separó el negocio de impresión de la edición, creando la empresa Imprenta Hispano-Americana, S.A.
La Guerra Civil y la posguerra provocaron la censura a las ediciones y las dificultades económicas. La empresa no se recuperó hasta mediados de la década de 1950, cuando intensificó la presencia en América Latina, con filiales en Argentina, México, Venezuela, Brasil, Colombia y Chile. Editó la enciclopedia El mundo de los niños (1958) y publicó en catalán el Costumari Català (1950-56) de Joan Amades en cinco volúmenes, reeditado en 1982.

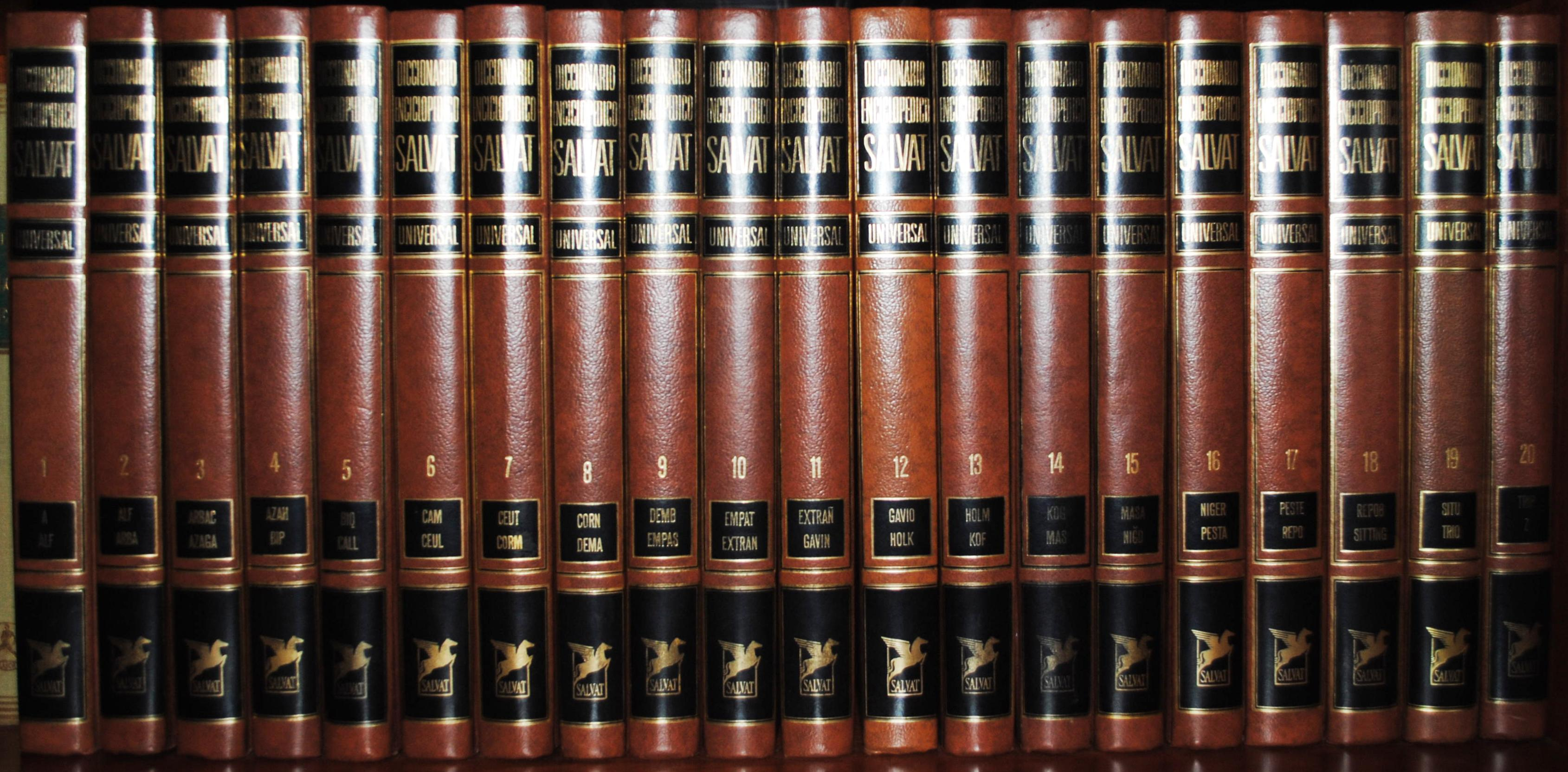
Diccionario Enciclopédico Salvat Universal.

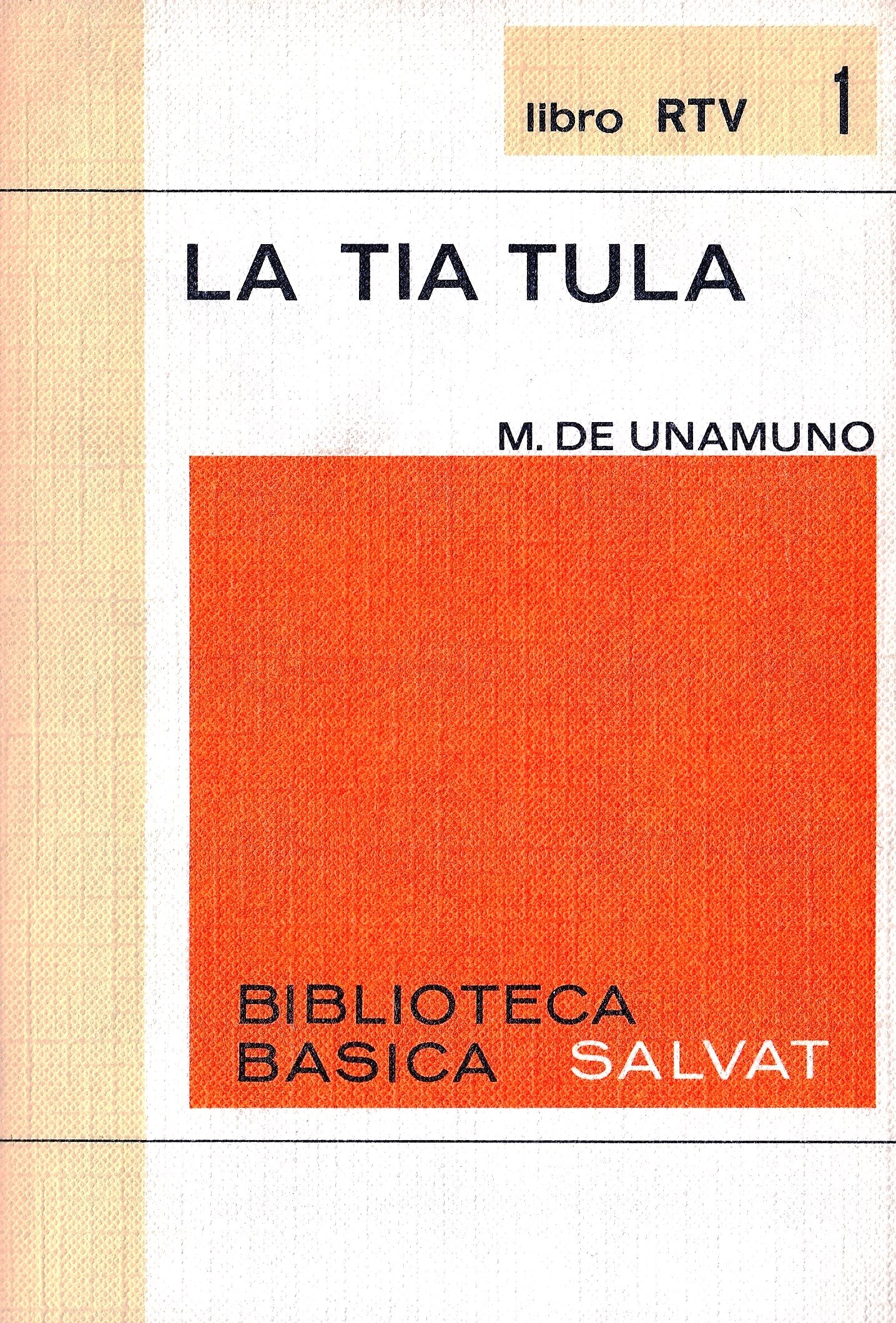
Primer título de la Biblioteca Básica Salvat

En 1965, Salvat presentó la Enciclopedia Monitor, primera enciclopedia moderna de la época con fascículos de quiosco, y en 1969 se publicó la primera edición del Diccionario Enciclopédico Salvat Universal. Publicó la Enciclopedia Salvat de la fauna (1970-1973), dirigida por Félix Rodríguez de la Fuente, y, tras ganar un concurso público, la Biblioteca Básica Salvat, en colaboración con Alianza Editorial. Esta última colección, cuyo objetivo era divulgar clásicos españoles y universales entre el gran público, contó con el respaldo publicitario de Radio Televisión Española; la simplicidad del diseño y su ajustado precio contribuyeron también al éxito de la colección.
A finales de la década de 1960 cerró la imprenta en Barcelona, que se trasladó a San Baudilio de Llobregat, y en 1968 abrió Gráficas Estella, planta industrial ubicada en Navarra. Se alió con De Agostini para servir al mercado francófono, germanófono y anglófono, con éxito en Francia donde Manuel Salvat, nieto del fundador, se situó entre los primeros editores del país. A mediados de la década de 1970 la empresa tenía 4000 trabajadores.
En catalán, publicó el diccionario enciclopédico Salvat Català (1974-1977), en ocho volúmenes, y la Història de Catalunya (1978-1979), en seis volúmenes. En 1988 la editorial fue adquirida por la multinacional francesa Hachette. En 1992 el Grupo Lagardère unió las empresas Matra, de nuevas tecnologías, y Hachette, de comunicación, para formar Hachette-Matra.

## Productos

### Cuenta Cuentos
La colección de fascículos y cintas de casete que Salvat editó en los años 80 en España y Sudamérica. La colección original era británica, la cual se llamaba “Story Teller Collection” de la editorial Marshall Cavendish, la cual constaban de “Story Teller 1″ en 1982 (26 tomos, los cuales tuvimos todas las traducciones, tanto en España como en Latinoamérica), “Story Teller 2″ (26 tomos, la versión de España, que es la más completa, solo tiene hasta el número 13 o 39), “Christmas Story Teller” (3 tomos).
Después de esta colección, Mashall Cavendish sacó la versión “Little Story Teller” en 1985 (26 tomos) con historias para los más chicos, “Story Teller Song Book” en 1986 (1 tomo de 52 páginas que contenía las 20 mejores historias) y “My Big Book of Fairy Tales” en 1987 (1 tomo con 73 historias de las 2 colecciones originales y 3 especiales de Navidad, esta ya no tenía casete), la cual fue reeditada en los años de 1989 y 1994. La versión original es muy difícil de conseguir completa en formato físico y existe gran interés por ella, así que si la tienen, es un gran tesoro.
La editorial SALVAT publicó los 39 fascículos de la colección. Cada uno venía con un casete y las voces eran españolas, voces serias pero tiernas, musicalizadas que hacían y hacen despertar la fantasía del niño.

### Comics DC y Marvel
Desde el año 2014 la editorial en conjunto con ECC y Panini editó colecciones de comics para España, Portugal y Latinoamérica.
Marvel
- 2014-2020: Colección definitiva novelas gráficas de Marvel, 150 tomos en Argentina, 120 en Perú, resto de países 60 tomos.
- 2016-2019: Colección Los héroes más poderosos de Marvel, 100 tomos en Argentina y Perú, resto de países 60 tomos.
- 2017-2019: Colección definitiva de Spider-Man, 60 tomos en España y Argentina, 40 en Portugal y Brasil.
- 2022-2024: Colección Marvel ultimate, 60 tomos en España, Argentina, Perú y México.
- 2023-2025: Colección Marvel grandes batallas, 60 tomos en España, 20 en Argentina y 30 en Colombia.
- 2025-2027: Colección The best of Marvel, 60 tomos en España.

DC
- 2016-2020: Colección definitiva novelas gráficas de DC Comics, 100 tomos en España y Argentina, resto de países 60 tomos.
- 2017-2020: Colección definitiva de Batman y Superman, 80 tomos en España y Argentina, resto de países 60 tomos.
- 2018-2021: Colección Vértigo, 80 tomos en España.
- 2019-2022: Colección Batman la leyenda, 80 tomos en España.
- 2021-2024: Colección DC héroes y villanos, 80 tomos en España, Argentina y Perú.
- 2022-2025: Colección Universos DC, 80 tomos en España.